# José Camillo da Silveira Filho
José Camillo da Silveira Filho foi um jurídico e professor Piauiense, membro da Academia Piauiense de Letras, professor do Instituto Histórico e Geográfico do Piauí e do Programa Terceira Idade em Ação - PTIA/UFPI.

## Biografia
Professor José Camillo da Silveira Filho, um dos maiores educadores da história do Piauí é filho de José Camillo da Silveira e Maria José Marçal da Silveira. Era casado com Teresinha de Jesus Carvalho da Silveira, com quem teve oito filhos.
É bacharel em Ciências Jurídicas e Sociais pela Faculdade Federal de Direito do Piauí e possui Curso de Didática, promovido pelo Ministério da Educação e Cultura/ Universidade de Brasília.
Atuou como 1º Adjunto de Promotor Público na Comarca de Teresina, Oficial de Gabinete do Governador do Estado, Subchefe de Gabinete Civil do Governo do Estado, Representante da Escola Brasileira de Administração Pública (EBAP) da Fundação Getúlio Vargas no Piauí. Advogado e Chefe da Procuradoria Judicial do Departamento de Estradas de Rodagem do Piauí (DER-PI), ocupou os cargos de Secretário do Interior, Justiça e Segurança Pública, Secretário de Finanças, Secretário de Agricultura, Secretário de Obras Públicas, Secretário de Educação e Secretário de Governo do Estado do Piauí. Além disso, foi Procurador da LBA, Procurador Geral do Estado do Piauí e Consultor Jurídico da Associação Comercial Piauiense.
No magistério superior, exerceu os cargos de Professor de História da Faculdade Católica de Filosofia do Piauí, Professor de Sociologia da Faculdade de Direito do Piauí e Professor do Departamento de Geografia e História da Universidade Federal do Piauí, IES em que exerceu os cargos de Diretor do Centro de Ciências Humanas e Letras, Assessor Jurídico e Reitor, este por mais de seis anos.
O Prof. José Camillo da Silveira Filho é, também, membro da Academia Piauiense de Letras e do Instituto Histórico e Geográfico do Piauí e Professor do Programa Terceira Idade em Ação -  PTIA/UFPI.
Professor José Camillo da Silveria Filho foi nomeado pelo então Ministro da Educação Senador Hugo Napoleão a ocupar o cargo como Secretário de Ensino Superior do Ministério da Educação no período de Novembro de 1987 a Março de 1989.

## Homenagens
- Foi eleito o Piauiense do século XX na área da educação;
- Em Teresina-PI, há uma rua com seu nome;
- Foi homenageado pela GRES Skindô, da qual sua filha era vice-presidente, em 1999.

## Obras
Dentre os vários trabalhos que publicou, figuram os seguintes livros:
- A Rebelião de Pinto Madeira no Piauí. Teresina. COMEPI;
- O Piauí na II Guerra Mundial. Teresina. COMEPI;
- O Piauí na Guerra dos Canudos. Teresina;
- Pequena História do Piauí. Teresina. COMEPI;
- Lições de Geografia do Piauí. Teresina. COMEPI;
- Discursos e Conferências. Teresina. COMEPI.